# FK Tambov
Futbolnij klub Tambov var en fotbollsklubb i Tambov i Ryssland. Klubben spelar i Premjer-Liga – den högsta divisionen i rysk fotboll för herrar.

## Historia
FK Tambov grundades 2013. FK Tambov vann Ryska förstadivisionen för första gången 2019.
Den 19 maj 2021 tillkännagav klubbens generaldirektör Olga Konovalova att alla kontrakt för coaching och bakrumspersonal och alla spelare har avslutats och klubben kommer att gå i konkurs och upplösas.

## Placering tidigare säsonger
| Säsong  | Nivå | Liga         | Placering | Referens |
| ------- | ---- | ------------ | --------- | -------- |
| 2013/14 | 3    | 2. Division  | 12        | [ 2 ]    |
| 2014/15 | 3    | 2. Division  | 3         | [ 3 ]    |
| 2015/16 | 3    | 2. Division  | 1         | [ 4 ]    |
| 2016/17 | 2    | 1. Division  | 5         | [ 5 ]    |
| 2017/18 | 2    | 1. Division  | 4         | [ 6 ]    |
| 2018/19 | 2    | 1. Division  | 1         | [ 7 ]    |
| 2019/20 | 1    | Premjer-Liga | 14        | [ 7 ]    |
| 2020/21 | 1    | Premjer-Liga | 16        | [ 8 ]    |
| 2021/22 | x    | x            | x         | [ 9 ]    |

## Kända spelare
- Valeriu Ciupercă, (2018–2020)